# بين تشيني
بين تشيني (بالإنجليزية: Ben Cheney)‏ هو لاعب كرة قاعدة أمريكي، ولد في 24 مارس 1905 في ليما في الولايات المتحدة، وتوفي في 18 مايو 1971.